# Patrick Heuscher
Patrick Heuscher, ps. Päddy (ur. 22 grudnia 1976 we Frauenfeldzie) – szwajcarski siatkarz plażowy, medalista igrzysk olimpijskich i mistrzostw Europy.

## Życiorys
Przez lata kariery sportowej występował w parze z Stefanem Kobelem. Wspólnie reprezentowali Szwajcarię na Letnich Igrzyskach Olimpijskich 2004 w Atenach. W meczu o brązowy medal wygrali z Australijczykami Julienem Prosserem i Markiem Williamsem. Szwajcarzy zdobyli trzy medale mistrzostw Europy – srebrny w 2005 w Moskwie oraz dwa brązowe w 2004 Timmendorfer Strand i 2006 w Hadze. Heuscher wystąpił także na igrzyskach olimpijskich 2008 w Pekinie z Saschą Heyerem, podczas których zakończył rywalizację na fazie grupowej. Cztery lata później, na igrzyskach w Londynie dotarł do 1/8 finału wraz z Jeffersonem Bellaguardą.
W World Tour zadebiutował w 1997 w parze z Bernhardem Vestim. Pierwsze turniejowe podium tych rozgrywek osiągnął w 2001, a pierwsze zwycięstwo w 2004 w Gstaad. W sumie wygrał trzy turnieje World Tour, wszystkie razem z Kobelem.
Heuscher i Kobel są pięciokrotnymi mistrzami Szwajcarii z 2000, 2002, 2003, 2004 i 2005. W 2004 w plebiscycie na najlepszych szwajcarskich sportowców otrzymali nagrodę dla zespołu roku.
W kwietniu 2013 zakończył profesjonalną karierę sportową. Był zawodnikiem klubu Volley Amriswil z miejscowości Amriswil.